# Bardocz Barna
Bardocz Barna (Nagybacon, 1946. október 10. – Győr, 2008. június 1.) kétszeres nívódíjas szobrász, ötvösművész.

## Élete, munkássága
Tanulmányait Marosvásárhelyen, majd a Magyar Iparművészeti Főiskolán (1969-75) végezte. Mesterei: Engelsz József, Pölöskei József, Illés Gyula, Hunyadi László. 1978-tól haláláig Győrben élt.
Fémmel, fával, kővel dolgozott és szobrokat, ötvös- és fémtárgyakat, köztük ékszereket készített.
Jelentősebb művei: A Nap és a Hold Archiválva 2018. március 7-i dátummal a Wayback Machine-ben, a Teremtés sorozat, a Vízözön, a korona ékszerek méretarányosan kicsinyített mása, a győri Széchenyi István Egyetem rektori lánca és jogara.
Utolsó éveiben a csipkeszövés mintáit tanulmányozta és variációgazdag ékszerekké adaptálta az ősi textiltechnikát.
A nagybaconi temetőben nyugszik.
Munkájának egy darabját: egy úrvacsorai aranykelyhet a nagybaconi református egyházközségnek adományozta.

## Díjak, elismerések
- 1975: milánói Iparművészeti Biennálé nagydíja
- 1982: országos nívódíj
- 1987: megyei művészeti díj
- 1984: országos nívódíj
- 1986: társadalmi munkáért arany fokozat
- 1999: In memoriam 1956, országos pályázat különdíj, Győr.[7]

## Kiállítások
- 1984 - Kováts Adél portréja, a Győri Kisfaludy Színház Galéria
- 1975 - Iparművészeti Biennálé, Milánó[7]

## Köztéri művei
- Ady emlék dombormű (rekeszzománc, 1977, Győr, Győri Nemzeti Színház)[8]
- Kodály emlék dombormű (rekeszzománc, 1980, Győr, Kodály Zoltán Általános Iskola)[9]
- Hotel Konferencia (külső, belső rézmunkák, zománc dombormű, 1980-84, Győr, Káptalandomb)
- Gellért Szálló előtető, kandeláberek, falikarok (1979, Budapest).[7]